# What the Health
What the Health (bra: Que Raio de Saúde) é um documentário norte-americano lançado em 2017 que expõe os impactos para a saúde humana resultantes da alimentação por carnes e outros alimentos derivados de animais como ovos e leite. A mesma equipe que produziu o documentário também foi a responsável por produzir Cowspiracy e Seaspiracy.
Apesar de receber críticas por parte do público por apresentar certas informações consideradas inconsistentes ou incompletas, o documentário foi indicado para duas premiações: a Cinema for Peace Awards em 2018 (categoria Melhor Documentário do Ano) e o NAACP Image Awards em 2017 (categoria Outstanding Documentary - Television).

## Sinopse
O filme é narrado em primeira pessoa pelo diretor Kip Andersen e apresenta informações advindas de entrevistas com profissionais de saúde e nutricionistas para expor os malefícios para a saúde humana decorrente da alimentação por carnes, ovos, leites e derivados. Além disso, algumas denúncias são apresentadas como a ligação de laboratórios químicos e da indústria alimentícia com associações médicas. Estudos científicos e afirmações baseadas na Organização Mundial da Saúde (OMS) são apresentados como referências para as informações expostas.

## Produção
A produção foi realizada por meio de um aporte financeiro de cerca de R$900 mil, contando com a produção executiva do ator vegano e vencedor do  Óscar, Joaquin Phoenix. O documentário foi lançado primeiro na plataforma Vimeo em Março de 2017 e apenas em Junho do mesmo ano na plataforma de filmes e séries Netflix.

## Recepção do público
O documentário foi recebido em meio a polêmicas. Uma parte do público recebeu algumas informações apresentadas como pouco confiáveis e discutíveis, enquanto ao mesmo tempo foi notada uma sensibilização de pessoas frente ao tema exposto e até mesmo transição de hábitos alimentares em direção à dieta vegana.
Uma pesquisa australiana, realizada com cerca de 13 mil participantes veganos de cerca de 97 países, indicou que o documentário What the Health foi o mais citado na pesquisa, por cerca de 26,2% dos entrevistados. Outra pesquisa realizada na plataforma Yubo entrevistou cerca de 1,2 mil jovens da geração Z (pessoas nascidas entre 1995 e 2010) e apontou que cerca de 20% das pessoas que assistiram os documentários What the Health, Cowspiracy e Seaspiracy apresentaram alterações em sua alimentação.
Ainda assim, diversos profissionais de saúde e nutricionistas contestaram informações expostas na produção. Abaixo são listados alguns pontos polêmicos apresentados no documentário:
- O consumo de uma porção de carne processada diariamente aumenta em 51% a chances de contrair diabetes mellitus tipo 2
- O consumo de um ovo de galinha por dia é equivalente, em termos de impactos na saúde, a fumar cinco cigarros diariamente
- O consumo de leite aumenta as chances de adquirir certos tipos de câncer